# Чері Чунг
Чері Чунг Чор-хунг (кит.: 鍾楚紅; 16 лютого 1960 року народження) — гонконгська кіноактриса на пенсії. За походженням хакканка, вона була однією з найкращих актрис гонконгського кіно 1980-х років.

## Фон
У 1979 році Чунг брала участь у конкурсі Міс Гонконг і посіла 3 місце. Пізніше її виявив режисер Джонні То, і вона дебютувала в його першому фільмі «Загадкова справа» (1980).
Її краса і чарівність привели її до того, щоб стати однією з найкращих актрис Гонконгу того часу. У її кінокар'єрі одним із найвідоміших її виступів був фільм Мейбл Чунг «Осіння історія» (1987), де вона зобразила Дженніфер, освічену жінку середнього класу, яка закохується в грубого й неосвіченого чоловіка, якого грає Чоу Юн- жир. Фільм став одним з найуспішніших любовних фільмів в історії кіно Гонконгу. Завдяки своїй красивій зовнішності вона відома як «Мерилін Монро» Гонконгу та китайської індустрії розваг. У 1990-х Чанг пішла уна спочинок. Її останнім фільмом був фільм Джона Ву «Одного разу злодій» (1991), який також став класикою.
У 1991 році Чері Чунг вийшла заміж в США за гуру реклами Майка Чу. Чу був відомий своїми досягненнями в рекламній індустрії Гонконгу. Перед весіллям вони домовляються бути «чилд-фрі». 24 серпня 2007 року Чу помер від раку шлунка. Йому влаштували католицький похорон.
Чері Чунг дуже активна в пропаганді охорони навколишнього середовища.

## Фільмографія

### Фільм
- Одного разу злодій (1991) — Червона квасоля
- Вбивці Зодіаку (1991) — Манг Тит Лан
- Зірки та троянди (1989)
- Щасливі разом (1989)
- Дикі пошуки (1989) — Шер
- Щоденник маленької людини (1989)
- Останній роман (1988)
- Золоті роки (1988) — Чу Со-Со
- Містер Коханка (1988) — дівчина Хо
- Хаос за задумом (1988)
- Хороший, поганий і краса (1988) — Ко Сау-Пін
- Вісім щастя (1988) — Б'ютифул
- Золота ластівка (1988) — Сяо-Сюе/Лу Сяо-Пін
- 18 разів (1988)
- Продовжуйте в готелі (1988)
- Bet on Fire (1988) — Хунг
- Прогулянка у вогні (1988) — Міс Чанг
- Пари, пари, пари (1988) — Мері Хуанг
- Фатальна любов (1988) — Сесілія Яу Тай-Кам
- Фантазія яппі (1988)
- Один чоловік — занадто багато (1988) — Френсіс
- Місяць, зірки та сонце (1988) — GiGi
- Осіння казка (1987) — Дженніфер
- Жахлива Камасутра (1987)
- Духовна любов (1987) — Вей Сяо-Тіе
- До побачення, кохана (1987) — Жозефіна
- Подвійна фіксація (1987)
- Блюз Пекінської опери (1986) — Шеунг Хунг
- Щасливий Дін Донг (1986) — Дінь-Дінь
- Захоплюючі справи (1985) — Діана
- Жінки (1985)
- Літаючий містер Б (1985)
- Шер, Остання перемога (1984) — Чері Тенг
- Banana Cop (1984) — Емі
- Прихована сила шаблі дракона (1984)
- Мій дорогий джин (1984)
- Чарівний принц (1984) — Юк Дук-мей
- Можливо, це любов (1984)
- Небеса можуть допомогти (1984) — Кеті
- Нащадок Сонця (1983) — Принцеса
- Гонконг, Гонконг (1983) — Ман Сі Сун
- Гонконгські Плейбої (1983) — Мей
- Хлопчики та дівчата (1983)
- Переможці та грішники (1983) — Ширлі
- Блиск, мерехтіння маленька зірка (1983)
- Затемнення (1982)
- Мертвий і смертельний (1982) — Міс Юен
- Потрібно два (1982)
- Історія Ву В'єта (1981) — Шум Чінг
- Листоноша завдає удару у відповідь (1981) — Гуйхуа
- Загадкова справа (1980) — Яо Пуйпуй

### Телебачення
- Плаваючі хмари (1981) (телесеріал RTHK «Гонконг, Гонконг», № 1)